# Croatia Bol Open
Croatia Bol Open byl profesionální tenisový turnaj žen hraný v Bolu, ležícím na chorvatském ostrově Brač. Založen byl v roce 1991. V letech 2016–2021 se řadil do okruhu WTA 125 a jeho dotace činila 125 tisíc dolarů. V roce 2022 přešla pořadatelská licence na turnaj v přímořském letovisku Makarska.

## Historie
První ročník bolského turnaje se odehrál v závěru dubna 1991 v rámci okruhu WTA Tour, kde byl zařazen do kvalitativně nejnižší úrovně Tier V. Druhý ročník proběhl až roku 1995 v Záhřebu, aby se následně opět vrátil do Bolu na ostrově Brač. V kategoriích Tier IV a Tier III probíhal do roku 2003, kdy pořadatelská práva přešla na americký Cincinnati Masters.
V sezónách 2011–2014 na původní turnaj navázala událost Bluesun Bol Ladies Open, hraná na okruhu ITF. Po další dvouleté přestávce došlo k obnovení v roce 2016, kdy se turnaj stal součástí kalendáře série WTA 125K. Turnaj do zrušení v roce 2021 probíhal během června v areálu tenisového klubu Kastela na otevřených antukových dvorcích. Do singlové soutěže nastupovalo třicet dva tenistek ve dvouhře a čtyřhry se účastnilo šestnáct párů.
V sezóně 1997 svou první účast na profesionálním turnaji kariéry proměnila v titul 15letá Chorvatka Mirjana Lučićová, což z ní učinilo pátou nejmladší šampionku historie WTA. V roce 1998 triumf zopakovala a v 16 letech, 1 měsíci a 24 dnech věku se stala nejmladší tenistkou historie, která obhájila trofej na profesionálním turnaji. V semifinále Bol Open 1997 porazila Lučićová, jako teenagerka neklasifikovaná na žebříčku WTA, členku první světové desítky, desátou v pořadí Amandu Coetzerovou. Následně se taková výhra neklasifikované hráčky mladší 20 let podařila až na Phillip Island Trophy 2021, kde Gadecká zdolala světovou čtyřku Keninovou.

## Přehled vývoje názvu
| sezóny    | název                   |
| --------- | ----------------------- |
| 1995      | Zagreb Open             |
| 1996      | "M" Electronika Cup     |
| 1997–2003 | Croatia Bol Ladies Open |
| 2011–2014 | Bluesun Bol Ladies Open |
| 2016      | Bol Open                |
| 2017–2021 | Croatia Bol Open        |

## Přehled finále

### Dvouhra
| Rok  | kategorie | vítězka                            | finalistka                         | výsledek                           |
| ---- | --------- | ---------------------------------- | ---------------------------------- | ---------------------------------- |
| 1991 | Tier V    | Sandra Cecchiniová                 | Magdalena Malejevová               | 6–4, 3–6, 7–5                      |
| 1995 | Tier III  | Sabine Appelmansová                | Silke Meierová                     | 6–4, 6–3                           |
| 1996 | Tier IV   | Gloria Pizzichiniová               | Silvija Talajová                   | 6–0, 6–2                           |
| 1997 | Tier IV   | Mirjana Lučićová                   | Corina Morariuová                  | 7–5, 6–7, 7–6                      |
| 1998 | Tier IVa  | Mirjana Lučićová (2)               | Corina Morariuová                  | 6–2, 6–4                           |
| 1999 | Tier IV   | Corina Morariuová                  | Julie Halardová                    | 6–2, 6–0                           |
| 2000 | Tier III  | Tina Pisniková                     | Amélie Mauresmová                  | 7–6, 7–6                           |
| 2001 | Tier III  | Ángeles Montoliová                 | Mariana Díazová Olivaová           | 3–6, 6–2, 6–4                      |
| 2002 | Tier III  | Åsa Svenssonová                    | Iva Majoliová                      | 6–3, 4–6, 6–1                      |
| 2003 | Tier III  | Věra Zvonarevová                   | Conchita Martínezová G.            | 6–1, 6–3                           |
| 2011 | ITF       | Evelyn Mayrová                     | Anna-Lena Friedsamová              | 7–6(7–3), 6–2                      |
| 2011 | ITF       | Karla Popovićová                   | Iva Mekovečová                     | 6–2, 6–7(0–7), 7–5                 |
| 2012 | ITF       | Anaïs Laurendonová                 | Bernarda Peraová                   | 6–4, 4–6, 6–3                      |
| 2013 | ITF       | Ágnes Buktaová                     | Bernarda Peraová                   | 5–7, 6–2, 7–5                      |
| 2014 | ITF       | Viktorija Tomovová                 | Iva Mekovecová                     | 6–1, 6–2                           |
| 2016 | WTA 125   | Mandy Minellaová                   | Polona Hercogová                   | 6–2, 6–3                           |
| 2017 | WTA 125   | Aleksandra Krunićová               | Alexandra Cadanțuová               | 6–3, 3–0skreč                      |
| 2018 | WTA 125   | Tamara Zidanšeková                 | Magda Linetteová                   | 6–1, 6–3                           |
| 2019 | WTA 125   | Tamara Zidanšeková (2)             | Sara Sorribes Tormová              | 7–5, 7–5                           |
| 2020 | WTA 125   | zrušeno pro koronavirovou pandemii | zrušeno pro koronavirovou pandemii | zrušeno pro koronavirovou pandemii |
| 2021 | WTA 125   | Jasmine Paoliniová                 | Arantxa Rusová                     | 6–2, 7–6(7–4)                      |

### Čtyřhra
| Rok  | kategorie | vítězky                                  | finalistky                                | výsledek                           |
| ---- | --------- | ---------------------------------------- | ----------------------------------------- | ---------------------------------- |
| 1991 | Tier V    | Laura Golarsová Magdalena Malejevová     | Sandra Cecchiniová Laura Garroneová       | bez boje                           |
| 1995 | Tier III  | Mercedes Pazová Rene Simpsonová          | Laura Golarsová Irina Spîrleaová          | 7–5, 6–2                           |
| 1996 | Tier IV   | Laura Montalvová Paola Suárezová         | Alexia Dechaumeová Alexandra Fusaiová     | 6–7, 6–3, 6–4                      |
| 1997 | Tier IV   | Laura Montalvová (2) Henrieta Nagyová    | María José Gaidanová Marion Marusková     | 6–3, 6–1                           |
| 1998 | Tier IVa  | Laura Montalvová (3) Paola Suárezová (2) | Joannette Krugerová Mirjana Lučićová      | bez boje                           |
| 1999 | Tier IV   | Jelena Kostanićová Michaela Paštiková    | Meghann Shaughnessyová Andreea Vancová    | 7–5, 6–7, 6–2                      |
| 2000 | Tier III  | Julie Halardová Corina Morariuová        | Tina Križanová Katarina Srebotniková      | 6–2, 6–2                           |
| 2001 | Tier III  | María Martínezová Anabel Medinaová       | Naděžda Petrovová Tina Pisniková          | 7–5, 6–4                           |
| 2002 | Tier III  | Tathiana Garbinová Angelique Widjajaová  | Jelena Bovinová Henrieta Nagyová          | 7–5, 3–6, 6–4                      |
| 2003 | Tier III  | Petra Mandulaová Patricia Wartuschová    | Emmanuelle Gagliardiová Patty Schnyderová | 6–3, 6–2                           |
| 2011 | ITF       | Martina Borecká Martina Kubíčiková       | Evelyn Mayrová Julia Mayrová              | 6-2, 6-4                           |
| 2011 | ITF       | Karin Morgošová Lenka Tvarošková         | Morgane Ponsová Alice Tissetová           | 6–2, 6–0                           |
| 2012 | ITF       | Nicole Clericová Anaïs Laurendonová      | Jesika Malečková Tereza Smitková          | 6–2, 6–0                           |
| 2013 | ITF       | Barbora Krejčíková Polina Lejkinová      | Jana Fettová Bernarda Peraová             | 6–3, 6–3                           |
| 2014 | ITF       | Ágnes Buktaová Viktorija Tomovová        | Karolína Stuchlá Carla Toulyová           | 6–2, 6–1                           |
| 2016 | WTA 125   | Xenia Knollová Petra Martićová           | Ioana Raluca Olaruová İpek Soyluová       | 6–3, 6–2                           |
| 2017 | WTA 125   | Čuang Ťia-žung Renata Voráčová           | Lina Gjorčeská Aleksandrina Najdenovová   | 6–4, 6–2                           |
| 2018 | WTA 125   | Mariana Duque Mariñová Wang Ja-fan       | Sílvia Soler Espinosová Barbora Štefková  | 6–3, 7–5                           |
| 2019 | WTA 125   | Timea Bacsinszká Mandy Minellaová        | Cornelia Listerová Renata Voráčová        | 0–6, 7–6(7–3), [10–4]              |
| 2020 | WTA 125   | zrušeno pro koronavirovou pandemii       | zrušeno pro koronavirovou pandemii        | zrušeno pro koronavirovou pandemii |
| 2021 | WTA 125   | Aliona Bolsovová Katarzyna Kawaová       | Jekatěrine Gorgodzeová Tereza Mihalíková  | 6–1, 4–6, [10–6]                   |